# Wendy Williams

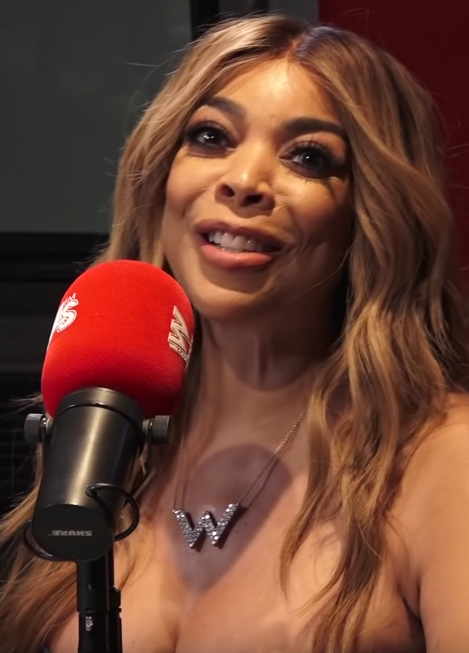
Wendy Williams, 2018

Wendy Joan Williams Hunter (* 18. Juli 1964 in Asbury Park) ist eine US-amerikanische TV-Moderatorin, Schauspielerin, Autorin und ehemalige Radiopersönlichkeit. Von 2008 bis 2022 moderierte sie die Fernseh-Talkshow The Wendy Williams Show.

## Leben
Williams war vor ihrer Fernsehkarriere Radio-DJ sowie Moderatorin und wurde in New York als Shock Jockette bekannt. Sie wurde für ihre On-Air-Streitgespräche mit Prominenten bekannt und war Thema der 2006 erschienenen VH1-Reality-TV-Serie The Wendy Williams Experience, die Ereignisse rund um ihre Radioshow ausstrahlte. Sie wurde 2009 in die National Radio Hall of Fame aufgenommen.
Sie hat eine Autobiographie, die auf den Bestsellerlisten der New York Times erschien, und sechs weitere Bücher geschrieben und Produktlinien kreiert, darunter eine Modelinie, eine Schmuckkollektion und eine Perückenlinie. An ihrem 50. Geburtstag benannte der Stadtrat von Asbury Park die Straße, in der sie aufwuchs, in Wendy Williams Way um.
Sie zählt zu den erfolgreichsten Talk-Show-Moderatoren, ihr Vermögen wird auf 60 Millionen US$ geschätzt.
Sie war ab 1997 mit dem Produzenten Kevin Hunter verheiratet, mit dem sie einen Sohn hat. Im April 2019 wurde bekannt, dass Williams die Scheidung eingereicht hat.
Im Oktober 2020 nahm Williams als Lips an der vierten Staffel des US-amerikanischen Ablegers von The Masked Singer teil und erreichte dort den zwölften von insgesamt 16 Plätzen.
Im Februar 2024 wurde via Pressemitteilung bekannt gegeben, dass bei Williams frontotemporale Demenz und eine progressive Aphasie diagnostiziert wurde. Bereits in den vergangenen Jahren hatten sich Symptome wie Sprachschwierigkeiten gezeigt, die darauf hindeuteten. Daraufhin hatte sich Williams zunehmend aus dem öffentlichen Leben zurückgezogen. Laut der Pressemitteilung sei sie durch die Erkrankung „bereits stark beeinträchtigt“. Schon im Jahr 2022 wurden Williams’ Finanzen unter die Kontrolle eines „legal guardian“ (vergleichbar zum rechtlichen Konzept eines Sachwalters im Deutschen Sprachraum) gebracht, wobei Williams selbst dies als manipulativ betrachtet und öffentlich dagegen vorgeht.